# Der Leopard (Fernsehserie)
Der Leopard (Originaltitel:  Il Gattopardo) ist eine italienische Fernsehserie, die von Netflix produziert und am 5. März 2025 veröffentlicht wurde. Die Serie basiert auf dem gleichnamigen Roman von Giuseppe Tomasi di Lampedusa aus dem Jahr 1958.

## Inhalt
Die Geschichte des Fürsten von Salina und seiner Familie im Sizilien des 19. Jahrhunderts, das von historischen gesellschaftlichen Umwälzungen geprägt ist.

## Episoden
Der Leopard wird in sechs Episoden mit einer Laufzeit von jeweils 60 Minuten erzählt.

## Produktion
Produziert wird die Serie von Fabrizio Donvito für Indiana Production in Zusammenarbeit mit Moonage Pictures. Das Drehbuch stammt von Richard Worlow und Benji Walters, während Tom Shankland als Hauptregisseur fungiert, unterstützt von Giuseppe Capotondi und Laura Luchetti. Die Musik zur Serie komponiert Paolo Buonvino.

### Dreharbeiten
Die Dreharbeiten begannen im Jahr 2023. Gefilmt wurde in Palermo, Catania und Syrakus auf Sizilien.

### Casting
Saul Nanni übernimmt in der Serie die Rolle des Tancredi Falconeri, die 1963 von Alain Delon verkörpert wurde. Der Schauspieler bezeichnet es als eine Ehre, eine so «ikonische» Figur zu spielen und in die Fußstapfen eines so «außergewöhnlichen» Schauspielers wie Delon zu treten, ohne sich vor dem Vergleich mit dieser «Legende» zu fürchten. Zur Vorbereitung auf die Rolle las er den Roman von Giuseppe Tomasi di Lampedusa erneut und sah sich Viscontis Filmadaption an, um die komplexen familiären und gesellschaftlichen Dynamiken der sizilianischen Aristokratie der 1860er Jahre besser zu verstehen.
Deva Cassel spielt die Rolle der Angelica Sedara, die 1963 von Claudia Cardinale dargestellt wurde. Sie entschied sich jedoch, sich eher an der aktuellen Vision der Regisseure als an Cardinale zu orientieren.

## Veröffentlichung
Der erste Trailer wurde am 21. November 2024 veröffentlicht.